# Agrilus frosti
Agrilus frosti es una especie de insecto del género Agrilus, familia Buprestidae, orden Coleoptera. Fue descrita científicamente por Knull, 1920.
Se encuentra en el oeste de Estados Unidos. Mide 3-6 mm